# Hyalonema molle
Hyalonema molle är en svampdjursart som beskrevs av Schulze 1904. Hyalonema molle ingår i släktet Hyalonema och familjen Hyalonematidae. Inga underarter finns listade i Catalogue of Life.